# Eloy Benito Ruano
Eloy Benito Ruano (Olías del Rey, Toledo, 1 de diciembre de 1921 − Oviedo, 22 de abril de 2014) fue un historiador medievalista español.

## Biografía
Coincidió su formación como Bachiller en Madrid durante la guerra civil española. Terminado el conflicto, fue inspector de la policía franquista y perteneció a la Brigada Político-Social. 
Marchó a la Universidad de La Laguna, en Canarias, para cursar la carrera de Filosofía y Letras, terminándolos en la Universidad Central de Madrid con Premio Extraordinario en 1948. El mismo año se incorporó como profesor ayudante de la universidad madrileña hasta que en 1958 ocupó la de profesor adjunto en Historia General de España, al tiempo que poco antes, 1956, se doctoraba con una tesis que sería más tarde publicada en forma de libro: Toledo en el siglo XV. Vida política.
Durante aquellos años obtuvo diversas becas y ayudas de instituciones españolas y extranjeras que le permitieron ampliar los estudios. Destacan los de la Universidad Internacional Menéndez Pelayo, la Universitá per Stranieri de Perugia, del Consejo Superior de Investigaciones Científicas (al que se incorporó), y de los gobiernos francés y británico, entre otros.
En 1964 ganó la Cátedra de Historia General de España en la Universidad de Oviedo, trasladándose a Asturias donde permaneció hasta 1981. Destacó en su labor educativa, investigadora y académica, siendo Decano de la Facultad, cofundador del Colegio Universitario de León, más tarde convertido en Universidad, cofundador de la revista Asturiensia Medievalia y publicando una treintena de obras. En esta etapa asiste a los grandes congresos internacionales de historia que se celebran en Roma, Estocolmo, Viena, Moscú, San Francisco, Bucarest y Stuttgart.
En 1981 obtuvo la Cátedra de Historia Medieval de la Universidad Nacional de Educación a Distancia, lo que le hizo regresar definitivamente a Madrid. Tras su jubilación permaneció como catedrático Emérito.
Fue nombrado académico de número de la Real Academia de la Historia en 1988 (ya lo era como correspondiente desde 1972) y de la Real Academia de Doctores desde 1997. Fue Premio Nacional de Historia de España y miembro de la Academia Europea de Ciencias y Artes (1997).

## Libros publicados más destacables
- Gente del siglo XV. Madrid, Real Academia de la Historia, 1998. ISBN 84-89512-09-4
- Losada, el relojero de la Puerta del Sol. Madrid, Artes Gráficas Municipales, 1993. ISBN 84-7812-219-2
- De la alteridad en la historia: discurso leído el 22 de mayo de 1988 en la recepción pública de D. Eloy Benito Ruano y contestación por D. Antonio Rumeu de Armas. (junto a Antonio Rumeu de Armas). Madrid, Real Academia de la Historia, 1988. ISBN 84-600-5385-7
- Madrid medieval. Madrid, Artes Gráf. Municipales, 1986. ISBN 84-505-3895-5
- La clericía ovetense en la baja Edad Media: estudio socio-económico. (junto a Javier Fernández). Oviedo, Instituto de Estudios Asturianos, 1982. ISBN 84-00-05194-7
- Dos estudios sobre relojería matritense: Relojes y relojeros del Ayuntamiento de Madrid. (junto a Luis Montañés Fontela). Madrid, 1980. ISBN 84-7274-074-9
- Los orígenes del problema converso. El Albir, 1976. ISBN 84-7370-020-1. Edición digital accesible, Biblioteca Virtual Miguel de Cervantes.
- Tópicos y realidades de la Edad Media. (Director. 3 volúmenes). Real Academia de la Historia. Madrid, 2002. ISBN 84-89512-80-9. Vol. 1Vol.2 Vol. 3